# Lucinio Sconfietti
Lucinio Sconfietti (Milano, 2 ottobre 1926 – Pavia, 24 dicembre 2016) è stato un pugile e allenatore di pugilato italiano.
In palestra era soprannominato Cinio.

## Carriera da pugile
Inizia la carriera da pugile dilettante a Legnano nel 1942, accompagnando il fratello maggiore Francesco, pugile anche lui. A causa del periodo bellico Lucinio è costretto a due anni di pausa forzata. Nel 1944 riprende l'attività agonistica presso la Accademia pugilistica pavese. Passa professionista nel 1949. Si ritira nel 1952.

## Carriera da allenatore
Subito dopo il ritiro diventa Maestro e rifonda la palestra, che prenderà il nome di Associazione Pugilistica Pavia ove ha insegnato fino al 1999. Sotto la sua supervisione sono passati moltissimi campioni fra cui: Giordano Campari (due volte campione italiano), Annibale Omodei, Giovanni Biancardi, Vincenzo Belcastro (campione europeo).
Successivamente nel 2000 è passato alla BSA Boxing Team in Borgo, aiutando l'avviamento della neonata palestra del tecnico Fabio Paragnani. Così racconta Lucinio: Avevano bisogno di un maestro che visionasse gli allenamenti e che potesse mettere la firma per aprire la palestra ed ho accettato. Ho allenato fino al 2010, poi sono stato operato e mi sono ritirato anche se continuo a seguire la boxe.

## Carriera cinematografica
Cinio ha fatto un paio di apparizioni cinematografiche, interpretando sempre un maestro di boxe: 
- La leggenda di Al, John e Jack, regia di Aldo, Giovanni e Giacomo e Massimo Venier (2002)
- Atelier, film tv, regia di Vito Molinari (1986)

## Onorificenze
Grazie ai suoi meriti sportivi, è diventato Cavaliere dell'Ordine di Malta, ed è stato premiato dal Comune di Pavia, con l'onorificenza di San Siro.